# Marko Lipp
Marko Lipp (Tallin, 19 de marzo de 1999) es un futbolista estonio que juega en la demarcación de defensa para el FC Flora Tallinn de la Meistriliiga.

## Selección nacional
Tras jugar en varias categorías inferiores, finalmente hizo su debut con la selección de fútbol de Estonia en un partido amistoso contra Islandia que finalizó con un resultado de empate a uno tras el gol de Sergei Zenjov para Estonia, y de Andri Guðjohnsen para Islandia.

## Clubes
| Club                      | País    | Año       | Partidos | Goles |
| ------------------------- | ------- | --------- | -------- | ----- |
| FC Levadia II Tallinn     | Estonia | 2016-2021 | 78       | 3     |
| FCI Levadia Tallinn       | Estonia | 2016-2021 | 38       | 3     |
| JK Tammeka Tartu (cedido) | Estonia | 2021      | 14       | 1     |
| FC Flora II Tallinn       | Estonia | 2022-     | 10       | 0     |
| FC Flora Tallinn          | Estonia | 2022-     | 10       | 1     |